# Blaho Attila
Blaho Attila (Zenta, 1969. július 9. –) magyar jazz-zongora előadóművész, tanár, zeneszerző. Saját zenekarával és különféle formációk közreműködőjeként Európa számos országa mellett játszott Japán, Thaiföld, India és Kína színpadain.

## Pályafutása
A vajdasági Zentán született, édesanyja Bicskei Etelka (1940–), édesapja Blaho István, zenész (1936–), egy lánytestvére van, dr. Blaho Ildikó, fogorvos. 7 éves kora óta zongorázik, középiskolai tanulmányait a szabadkai Zenekonzervatóriumban végezte klasszikus zongora szakon (1984-88). 1990-ben Magyarországra költözött, és egy évig jazz zongorát tanult Budapesten az Erkel Ferenc (Postás) Zeneiskolában, majd elkezdte főiskolai tanulmányait Szegedi Tudományegyetem Juhász Gyula Pedagógusképző Karán, ahol 1995-ben diplomázott ének-zene tanárként és karvezetőként. Ezt követően tanítani kezdett Kisteleken, majd Szegeden.
1996-ban Binder Károly felvette magánnövendékei sorába, és ez a lépés igen meghatározó az életútjában. Tanára biztatására elkezdi zenei mondanivalóját formába önteni, zenekart alapít, melynek eredménye az 1999-ben megjelent Bíborszív album. 2000-ben felkérték a Benczúr Jazz Klub házi zongoristájának, itt alkalma nyílt a magyar jazz-élet olyan kiválóságaival együtt játszani, mint Borbély Mihály, Dresch Mihály, Fekete-Kovács Kornél, Babos Gyula, Winand Gábor, Berki Tamás, Fekete István, Elek István.
2001-től a Liszt Ferenc Zeneművészeti Egyetem jazz-zongora tanszékének hallgatója (mestere Oláh Kálmán), majd felkérték az egyetem jazz tanszékének jazz-ének korrepetitori állására, 2008-ig pedig az Erkel Ferenc Zeneművészeti Szakközépiskola tanára lett. Ezt követően is képzi magát és elvégzi a Szegedi Tudományegyetem ének-zene tanár mesterképzését (2010-2011).
2005-től a Harcsa Veronika Quartet zongoristája. A zenekarral eddig 4 lemez készült, melyek mind megjelentek Japánban is. Különféle zenekarok tagjaként fellépett Európa számos országában, és Japán mellett Thaiföldön, Indiában és Kínában koncertezett.
2013 januárjában elindította kísérleti elektronikus zenei tevékenységét Blahonoiz művésznéven. Létrehozta saját kiadóját (Blahonoiz Records), eddig megjelent albumai: Blahonoiz – Spaces, Blahonoiz – Nightmare (2013), Attila Blaho – Piano Music for Serious Listeners (2014), Attila Blaho – Flying Pianos (2017)
Attila Blaho and Billy Prim – The Horizon Lies Between Us (2018).
Angolul és szerbül beszél.

## Főbb munkái

### Zenekarvezetőként
- Blaho Attila Quartet – Bíborszív (1999, BMM)[1]
- Blahonoiz – Spaces (2013, Blahonoiz Rec.)
- Blahonoiz – Nightmare (2013, Blahonoiz Rec.)
- Attila Blaho – Piano Music for Serious Listeners (2014, Blahonoiz Rec.)
- Attila Blaho – Flying Pianos (2017, Blahonoiz Rec.)
- Attila Blaho and Billy Prim – The Horizon Lies Between Us (2018, Blahonoiz Rec.)

### Közreműködőként
- Wake Up – Fusion (1997)
- East Side Jazz Company – Bora (2003 BMM)
- Ágoston Béla – Mágia Nosztra (2006 BMM)
- Harcsa Veronika – Speak Low (2006)
- Harcsa Veronika – You Don’t Know It’s You (2007 Smartmusic)
- Harcsa Veronika – Red Baggage (2008 Smartmusic)
- Harcsa Veronika – Live From Pannonia Studios (multimédiás kiadvány)
- Harcsa Veronika – Lámpafény (2011)
- Matthew Mitchell Quartet – Quadraphilia (2016 Blahonoiz Records)
- Billy Prim – Thalassa (2019 Blahonoiz Records)
- Billy Prim – Ivora (2022 Irida Music)

### Egyéb
- Jazzencia CD – közreműködő (1997)
- Liszt Ferenc Zeneművészeti Egyetem JAZZ TANSZAK 2002 – közreműködő

## Díjak, kitüntetések
- Etno Jazz Competition, Milano, 1. helyezés a Jasna i Blakaneska zenekarral (közreműködő) (2005)
- Fonogram-díj az év hazai jazz albumáért Harcsa Veronika Quartet – You Don’t Know It’s You (közreműködő) (2009)
- Artisjus Pedagógusi Díj (2024)
- Juhász Gyula Művészeti Díj (2025)

## Családja
Felesége Dr. Vincze Kata, fia Bertalan 2009-ben született.

## Hobbi, passzió
gitár, akvarisztika